# 静岡県立浜松特別支援学校
静岡県立浜松特別支援学校（しずおかけんりつはままつとくべつしえんがっこう）は、静岡県浜松市中央区江之島町に本校を置く県立の知的障害特別支援学校。

## 所在地
- 本校：静岡県浜松市中央区江之島町1266-2
- 磐田分校：静岡県磐田市西貝塚3577-1（静岡県立磐田学園地内）
- 城北分校：静岡県浜松市中央区住吉5-16-1（静岡県立浜松城北工業高等学校地内）
- 朝霧分教室（平成27年3月31日閉校）：静岡県浜松市西区庄和町2503（閉校時の住所。現在は静岡県浜松市中央区庄和町2503）

## 沿革
- 1978年4月1日 - 浜松養護学校として開校
- 2008年4月1日 - 学校名を「静岡県立浜松特別支援学校」に変更
- 2011年4月1日 - 静岡県立浜松浜松特別支援学校城北分校設置
- 2021年4月1日 ‐ 静岡県立浜松みをつくし特別支援学校が設置されたことにより学区変更

## 設置学部
- 本校
  - 小学部
  - 中学部
  - 高等部
- 磐田分校
  - 小学部
  - 中学部
- 城北分校
  - 高等部

## アクセス
- 遠鉄バス5（・3）三島江之島線「浜松特別支援学校」停留所から、徒歩3分
- 通常登校時に限り、浜松駅バスターミナル6のりばより、「直通　浜松特別支援学校行き」の運行もある。